# 若塞·贝朗热
若塞·贝朗热（法語：Josée Bélanger，1986年5月14日—），加拿大女子足球运动员。她曾代表加拿大参加2016年夏季奥林匹克运动会足球比赛，获得一枚铜牌。她也曾参加2015年国际足联女子世界杯。